# テーファーロート
テーファーロート (ドイツ語: Täferrot) は、ドイツ連邦共和国バーデン＝ヴュルテンベルク州シュトゥットガルト行政管区のオストアルプ郡に属す町村（以下、本項では便宜上「町」と記述する）である。

## 地理

### 位置
テーファーロートは、ロート川がライン川に注ぐ、ライン川上流の谷に位置する。ヴェルツハイムの森とフリッケンホーファー高地との間、シュヴェービッシュ・グミュントの北東約 7 km にあたる。

### 隣接する市町村
この町は、北はルッパーツホーフェンおよびエシャッハ、東はゲッギンゲンおよびラインツェル、南東はイギンゲン、南はシュヴェービッシュ・グミュント、西はドゥルランゲンと境を接している。

### 自治体の構成
この町は、ラインタールに位置する主邑テーファーロートと、高台に位置する小集落ティールハウプテンとウッツシュテッテン、さらにゲヘフテン、ブーフホーフ、コッペンクロイト、レーネンミューレおよびメーダーシャフハウスからなる。

### 土地利用
| 土地利用種別面積 | 農業用地 | 森林   | 住宅地 | 産業用地 | 交通用地 | 水域  | レジャー用地 | その他 |
| ---------------- | -------- | ------ | ------ | -------- | -------- | ----- | ------------ | ------ |
| 面積 (km2)       | 6.03     | 4.77   | 0.26   | -        | 0.54     | 0.14  | 0.04         | 0.22   |
| 占有率           | 50.3 %   | 39.7 % | 2.2 %  | 0.0 %    | 4.5 %    | 1.1 % | 0.3 %        | 1.8 %  |

州統計局の2015年現在のデータによる。

## 歴史

### 19世紀まで
テーファーロートはシュタウフェン時代に開墾された土地に築かれた。1293年に「Roth」として記録されており、1298年に初めて Afrenrot と呼ばれている。この頃この集落はヴァインスベルク家に属しており、後にレヒベルク家のものとなった。1357年に教会守護権が売却され、ロルヒ修道院の教区所有地となった。
宗教改革後の1560年、この集落に初めて学校が設けられた。学校は町役場に入居していた。1842年に建てられた新しい町役場にも学校のスペースが設けられていた。

### 行政史
1818年にテーファーロートは、新しいオーバーアムト・グミュント内で数少ない旧ヴュルテンベルクの集落となった。1934年からはシュヴェービッシュ・グミュント郡に属した。1973年にこの町は新たに設けられたオストアルプ郡に編入された。

### 地名
この集落は、教会の守護聖人聖アフラ (St. Afra) にちなんで名付けられた。集落名は時代とともに、Afrenrot から、Dafrenrot や Tefferrot（1525年）を経て、Täferrot と変化した。

## 住民

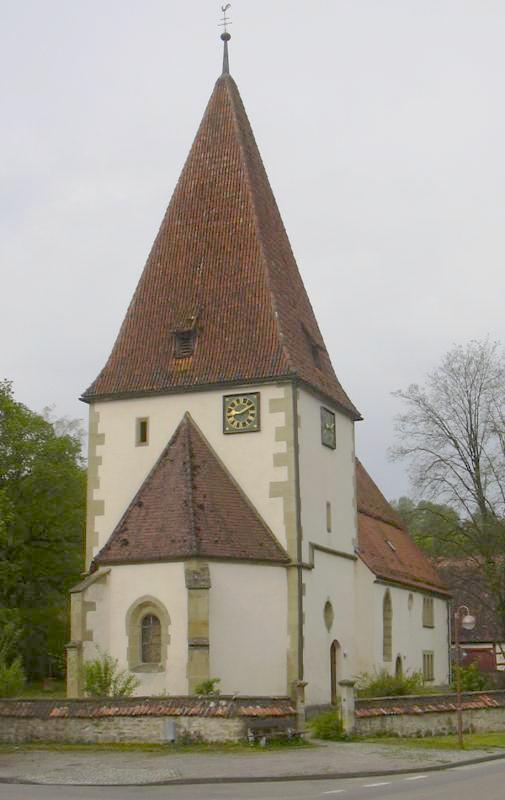
テーファーロートの教会

### 宗教
ヴュルテンベルクでは 16世紀に宗教改革がなされ、テーファーロートも新しい福音主義＝ルター派を信仰した。現在も聖アフラ教会はルター派地方教会に属している。わずかなカトリック信者は、ドゥルランゲンやラインツェルの教会に属す。

## 行政

### 行政連合
この町は、ムートランゲンに本部を置くシュヴェービッシャー・ヴァルト自治体行政連合に加盟している。

### 町議会
この町の町議会は、8人の議員と町長で構成されている。

### 首長
マルクス・バライスは2019年5月の選挙で、得票率 50.6 % で新たな町長に選出された。この選挙の投票率は 77.4 % であった。

### 紋章
紋章は赤地で、上部に炎の中の様式化された聖アフラが描かれている。これは彼女が火刑で殺害されたことを示している。その下部には、ラート川とライン川が合流することを象徴する様式化された図形が白く描かれている。

## 文化と見所

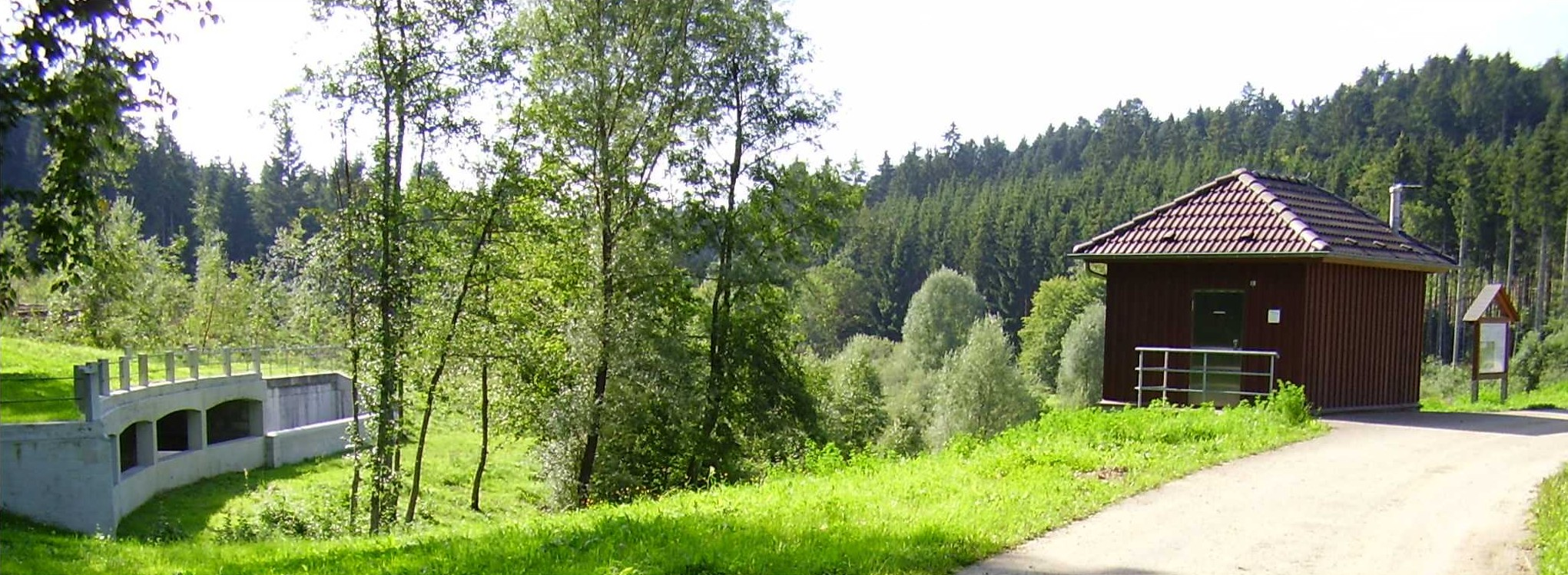
テーファーロート水位調整池

- 現在の福音主義聖アフラ教会は1491年に建設された。塔は、さらに古い先代の教会のものである。
- テーファーロート水位調整池は、ライン川沿いの、町の上流、すなわち南西方向約 1 km に位置する。ティールハウプテンとドゥルランゲンとの間には、ロート川のレーネンミューレ水位調整池がある。

## 経済と社会資本

### 教育
テーファーロートには基礎課程学校1校と幼稚園1園がある。